# Жерелево
Жерелево (рос. Жерелево) — село в Куйбишевському районі Калузької області Російської Федерації.
Населення становить 248 осіб. Входить до складу муніципального утворення Село Жерелево.

## Історія
Від 2004 року входить до складу муніципального утворення Село Жерелево.

## Населення
| 2002 | 2010 |
| ---- | ---- |
| 299  | ↘248 |